# Kirovsk (oblast de Léningrad)
Pour les articles homonymes, voir Kirovsk.
Kirovsk (en russe : Кировск) est une ville de l'oblast de Léningrad, en Russie, et le centre administratif du raïon de Kirovsk. Sa population s'élevait à 25 706 habitants en 2013.

## Géographie
Elle est située sur la rive gauche de la Neva, à 37 km à l'est de Saint-Pétersbourg et à 603 km au nord-ouest de Moscou.

## Histoire

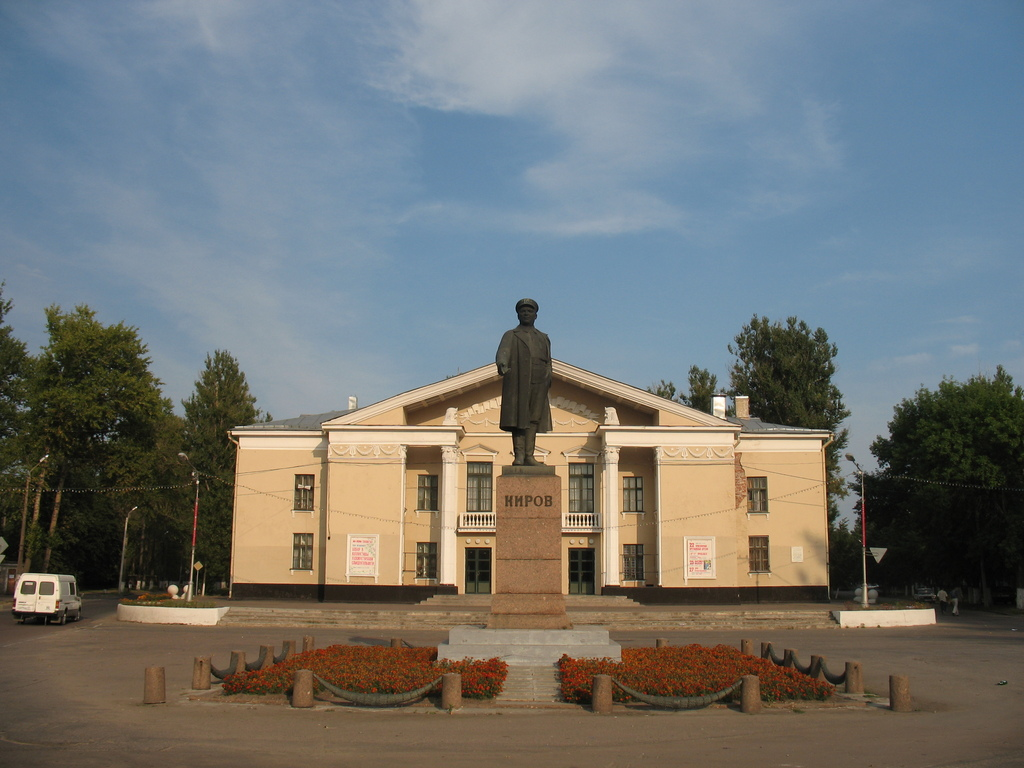
Statue de S. Kirov.

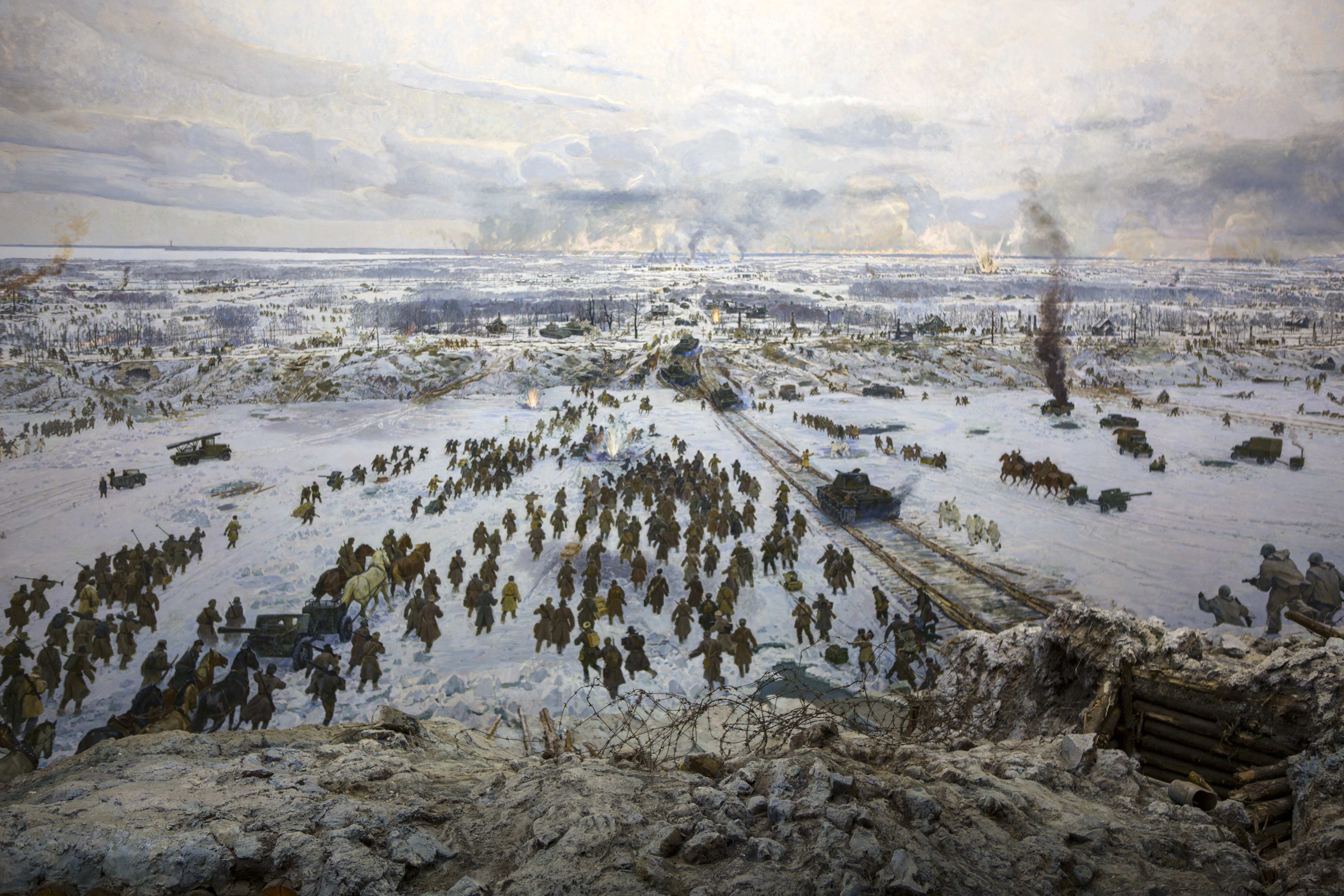
Peinture de la bataille de Kirovsk en janvier 1943.

La localité a été fondée avec la centrale thermique en 1931 par Sergueï Kirov sous le nom de Nevdoubstroï. Elle fut renommée Kirov et reçut le statut de ville en 1953.
La ville subit de lourds dommages durant le siège de Leningrad durant la Seconde Guerre mondiale.
La ville se compose de la vieille ville, construite dans les années 1950, et Ladoga, la partie construite au cours du boom de la construction soviétique des années 1980. Les principales industries ont beaucoup souffert au cours des années 1990, qui ont suivi la dislocation de l'Union soviétique.

## Patrimoine
Kirovsk abrite le Diorama, qui se trouve dans le pont Ladojski sur la Neva. Le site est également connu comme la Route de la vie. On y commémore le rôle de Kirovsk comme seul point d'entrée pour les produits destinées à Saint-Pétersbourg – alors Léningrad – soumise à un blocus pendant la Seconde Guerre mondiale.

## Population
Recensements (*) ou estimations de la population
| 1939* | 1945  | 1949  | 1959*  | 1970*  | 1979*  |
| ----- | ----- | ----- | ------ | ------ | ------ |
| 8 364 | 2 170 | 4 216 | 11 059 | 12 043 | 16 985 |

| 1989*  | 2002*  | 2006   | 2010*  | 2012   | 2013   |
| ------ | ------ | ------ | ------ | ------ | ------ |
| 23 655 | 24 361 | 23 602 | 25 650 | 25 491 | 25 706 |

| 2018   | 2023   | - | - | - | - |
| ------ | ------ | - | - | - | - |
| 26 387 | 27 089 | - | - | - | - |

## Économie
Les principaux employeurs de Kirovsk sont :
- OAO Zavod Ladoga (ОАО Завод Ладога) : Produits pour la construction navale (a fabriqué de l'équipement hydroacoustique pour les sous-marins nucléaires de l'Union soviétique).
- Usine Doubrovski : Éléments en béton armé.
- Centrale thermique au gaz.

Le raïon de Kirovsk comprend une usine de matériaux de construction (bourg de Pavlovo), une entreprise d'exploitation de tourbes (bourg de Nazia), des cultures de céréales (blé, avoine, orge), des cultures de pommes de terre et de fourrages ainsi que des élevages (bovins, volailles).

## Transports

### Transports ferroviaires
La ville est desservie par la gare ferroviaire « Nevdoubstroï ».

### Trafic routier
À côté de la ville passe la route fédérale « Kola » (M18) qui franchit la Neva par le pont Ladojski.